# Copa del Rei de futbol 2014-15
La Copa del Rei de Futbol 2014-15 fou l'edició número 111 d'aquesta competició. Hi varen participar tots els equips de Primera, Segona, Segona B i Tercera divisions, llevat dels equips filials d'altres clubs encara que juguessin en aquestes categories.
El torneig va començar el 3 de setembre del 2014 i finalitzà el 30 de maig del 2015. El FC Barcelona es va proclamar campió de Copa per 27a vegada en la seva història en vèncer en la final l'Athletic Club per un resultat de 3-1.

## Equips classificats
Van disputar la Copa del Rei 2014–15 els següents equips, els quals van guanyar-se la plaça en funció de la seva classificació en les quatre primeres categories del sistema de lligues en la temporada 2013/14, i partint de determinades rondes segons la seva categoria en la corresponent campanya:

### Primera Divisió
Els vint equips participants de la Primera Divisió 2013-14:
| - UD Almería - Athletic Club - Club Atlético de Madrid - FC Barcelona - SD Eibar - RC Celta de Vigo - RCD Espanyol - Elx CF - Getafe CF - Granada CF | - Llevant UD - Màlaga CF - RC Deportivo de La Corunya - Rayo Vallecano - Reial Madrid CF - Reial Societat - Sevilla FC - València CF - Vila-real CF - Córdoba CF |

### Segona Divisió
Vint equips de Segona Divisió 2013-14 (exclòs el F. FC Barcelona B com a equip filial).
| - Real Murcia CF - Real Sporting de Gijón - UD Las Palmas - R. C. Recreativo de Huelva - A. D. Alcorcón - C. E. Sabadell FC - Club Deportivo Tenerife - CD Lugo - CD Numancia de Soria - Reial Saragossa | - Girona FC - S. D. Ponferradina - R. C. D Mallorca - Alavés - Reial Betis - Reial Valladolid - CA Osasuna - CD Mirandés - Real Jaén CF - Hèrcules CF |

### Segona Divisió B
Vint-i-cinc equips de Segona Divisió B 2013/14: els cinc millors classificats en cadascun dels quatre grups, exceptuant els equips filials, a més dels cinc clubs amb major puntuació, sense distinció de grups (exclòs el Racing de Santander per sanció de la RFEF a causa de la seva incompareixença a un partit de l'edició anterior).
| - Racing de Ferrol - Real Avilés CF - CD Guijuelo - Reial Oviedo - Marino de Luanco | - Sestao River - CD Leganés - CD Toledo - CF Fuenlabrada - S. D. Huesca | - U. E. Llagostera - C. E. L'Hospitalet - Club Lleida Esportiu - Nàstic de Tarragona - Atlètic Balears | - Albacete Balompié - La Hoya Lorca - FC Cartagena - Cadis CF - CD Guadalajara | - C. E. Alcoià - Barakaldo CF - Zamora CF - Balompédica Linense - S. D. Amorebieta |

### Tercera Divisió
Els divuit equips campions dels grups de Tercera Divisió 2013/14 (en cas que un equip filial sigui campió del seu grup la plaça s'adjudica a l'equip no filial millor classificat).
| - UD Somozas - CD Lealtad - Gimnástica de Torrelavega - S. D. Leioa - U. E. Cornellà - CD Eldense - Trival Valderas - Atlético Astorga - Marbella FC | - San Roque de Lepe - Peña Deportiva - Atlético Granadilla - UCAM Murcia - CF Villanovense - CD Izarra - CD Varea - CD Teruel - CD Puertollano |

## Fase final
El sorteig de la ronda de 32 es va dur a terme el 17 d'octubre de 2014, a la Ciudad del Fútbol de Las Rozas. En aquesta ronda, tots els equips de Primera Divisió aconseguiren entrar en la competició.
Els emparellaments de la ronda de trenta-dosens serà de la següent manera: els sis equips restants que participen en Segona Divisió B i Tercera Divisió s'enfrontaran als equips que es van classificar per a les competicions europees, això és: quatre equips de (Segona B i Tercera) s'enfrontaran a quatre equips de Champions i els dos equips restants se sortejaran en la mateixa forma amb els equips d'Europa League. L'equip restant s'enfrontarà a un equip de Segona Divisió. Els cinc equips restants seran sortejats contra cinc equips dels tretze restants equips de la primera divisió. Els vuit equips restants de la Lliga s'enfrontaran entre si. En els partits dels equips amb diferents nivells de lliga, jugarà a casa en el partit d'anada l'equip de nivell inferior. Aquesta regla també s'aplicarà en la Ronda de 16, però no per als quarts de final i semifinals, que ordre serà a partir de l'ordre de sorteig.

## Setzens de final
| Local anada            | Resultat global | Local tornada      | Anada | Tornada |
| ---------------------- | --------------- | ------------------ | ----- | ------- |
| UE Cornellà            | 1 - 9           | Reial Madrid CF    | 1 - 4 | 5 - 0   |
| CE Sabadell FC         | 2 - 11          | Sevilla FC         | 1 - 6 | 5 - 1   |
| CE Alcoià              | 1 - 2           | Athletic Club      | 1 - 1 | 1 - 0   |
| Deportivo Alavés       | 0 - 3           | RCD Espanyol       | 0 - 2 | 1 - 0   |
| UD Las Palmas          | 3 - 4           | Celta de Vigo      | 2 - 1 | 3 - 1   |
| Reial Valladolid       | 0 - 1           | Elx CF             | 0 - 0 | 1 - 0   |
| CE L'Hospitalet        | 2 - 5           | Atlético de Madrid | 0 - 3 | 2 - 2   |
| Deportivo de la Coruña | 2 - 5           | Málaga CF          | 1 - 1 | 4 - 1   |
| Granada CF             | 2 - 1           | Córdoba CF         | 1 - 0 | 1 - 1   |
| SD Huesca              | 1 - 12          | FC Barcelona       | 0 - 4 | 8 - 1   |
| Cadis CF               | 1 - 5           | Vila-real CF       | 1 - 2 | 3 - 0   |
| Reial Oviedo           | 0 - 2           | Real Sociedad      | 0 - 0 | 2 - 0   |
| Rayo Vallecano         | 5 - 6           | València CF        | 1 - 2 | 4 - 4   |
| Albacete Balompié      | 1 - 1           | Llevant UE         | 1 - 1 | 0 - 0   |
| Getafe CF              | 5 - 1           | SD Eibar           | 3 - 0 | 1 - 2   |
| Reial Betis            | 4 - 6           | UD Almería         | 3 - 4 | 2 - 1   |

## Vuitens de final
| Local anada       | Resultat global | Local tornada   | Anada | Tornada |
| ----------------- | --------------- | --------------- | ----- | ------- |
| Celta de Vigo     | 4 - 4           | Athletic Club   | 2 - 4 | 0 - 2   |
| Málaga CF         | 4 - 3           | Llevant UE      | 2 - 0 | 3 - 2   |
| Vila-real CF      | 3 - 2           | Reial Societat  | 1 - 0 | 2 - 2   |
| Atlètic de Madrid | 4 - 2           | Reial Madrid CF | 2 - 0 | 2 - 2   |
| València CF       | 2 - 3           | RCD Espanyol    | 2 - 1 | 2 - 0   |
| UD Almería        | 1 - 2           | Getafe CF       | 1 - 1 | 1 - 0   |
| Granada CF        | 1 - 6           | Sevilla FC      | 1 - 2 | 4 - 0   |
| FC Barcelona      | 9 - 0           | Elx CF          | 5 - 0 | 0 - 4   |

## Quarts de final
| Local anada  | Resultat global | Local tornada     | Anada | Tornada |
| ------------ | --------------- | ----------------- | ----- | ------- |
| Vila-real CF | 2 - 0           | Getafe CF         | 1 - 0 | 0 - 1   |
| Málaga CF    | 0 - 1           | Athletic Club     | 0 - 0 | 1 - 0   |
| FC Barcelona | 4 - 2           | Atlètic de Madrid | 1 - 0 | 2 - 3   |
| RCD Espanyol | 3 - 2           | Sevilla FC        | 3 - 1 | 1 - 0   |

## Semifinals
| Local anada   | Resultat global | Local tornada | Anada | Tornada |
| ------------- | --------------- | ------------- | ----- | ------- |
| FC Barcelona  | 6 - 2           | Vila-real CF  | 3 - 1 | 1 - 3   |
| Athletic Club | 3 - 1           | RCD Espanyol  | 1 - 1 | 0 - 2   |

## Final
La final de la Copa del Rei 2014-15 va tenir lloc el dia 30 de maig de 2015 al Camp Nou (Barcelona) a les 21:30. L'Athletic Club va actuar de local, en ser el club basc més antic que el català.
| 13         | POR        | Iago Herrerín    |     |
| 12         | DEF        | Unai Bustinza    |     |
| 16         | DEF        | Xabier Etxeita   |     |
| 4          | DEF        | Aymeric Laporte  |     |
| 24         | DEF        | Mikel Balenziaga |     |
| 6          | MIG        | Mikel San José   |     |
| 7          | MIG        | Beñat Etxebarria | 75' |
| 15         | MIG        | Andoni Iraola    | 58' |
| 17         | MIG        | Mikel Rico       | 75' |
| 30         | DAV        | Iñaki Williams   |     |
| 20         | DAV        | Aritz Aduriz     |     |
| Entrenador | Entrenador | Ernesto Valverde |     |

| 1          | POR        | Marc-André ter Stegen |     |
| 22         | DEF        | Dani Alves            |     |
| 3          | DEF        | Gerard Piqué          |     |
| 14         | DEF        | Javier Mascherano     |     |
| 18         | DEF        | Jordi Alba            | 78' |
| 4          | MIG        | Ivan Rakitić          |     |
| 5          | MIG        | Sergio Busquets       |     |
| 8          | MIG        | Andrés Iniesta        | 56' |
| 10         | DAV        | Lionel Messi          |     |
| 9          | DAV        | Luis Suárez           | 78' |
| 11         | DAV        | Neymar Jr.            |     |
| Entrenador | Entrenador | Luis Enrique          |     |

| 14 | MIG | Markel Susaeta  | 58' |
| 11 | DAV | Ibai Gómez      | 59' |
| 8  | MIG | Ander Iturraspe | 86' |

| 6  | MIG | Xavi Hernández  | 86' |
| 24 | DEF | Jérémy Mathieu  | 88' |
| 7  | DAV | Pedro Rodríguez | 89' |

| Gol | 80' | Iñaki Williams | 1-3 |

| Gol | 20' | Lionel Messi | 0-1 |
| Gol | 37' | Neymar       | 0-2 |
| Gol | 74' | Lionel Messi | 0-3 |

| Amonestat | 42' | Andoni Iraola    |
| Amonestat | 57' | Mikel Balenziaga |
| Amonestat | 66' | Iñaki Williams   |
| Amonestat | 87' | Aritz Aduriz     |

| Amonestat | 41' | Gerard Piqué    |
| Amonestat | 88' | Neymar          |
| Amonestat | 90' | Sergio Busquets |

| Àrbitre                                                 | Carlos Velasco Carballo   |
| Àrbitres assistents                                     | Roberto Alonso Fernández  |
| Àrbitres assistents                                     | Juan Carlos Yuste Jiménez |
| Quart àrbitre                                           | Carlos del Cerro Grande   |
| Fitxa de la final Arxivat 2018-07-10 a Wayback Machine. |                           |

| 13         | POR        | Iago Herrerín    |     |
| 12         | DEF        | Unai Bustinza    |     |
| 16         | DEF        | Xabier Etxeita   |     |
| 4          | DEF        | Aymeric Laporte  |     |
| 24         | DEF        | Mikel Balenziaga |     |
| 6          | MIG        | Mikel San José   |     |
| 7          | MIG        | Beñat Etxebarria | 75' |
| 15         | MIG        | Andoni Iraola    | 58' |
| 17         | MIG        | Mikel Rico       | 75' |
| 30         | DAV        | Iñaki Williams   |     |
| 20         | DAV        | Aritz Aduriz     |     |
| Entrenador | Entrenador | Ernesto Valverde |     |

| 1          | POR        | Marc-André ter Stegen |     |
| 22         | DEF        | Dani Alves            |     |
| 3          | DEF        | Gerard Piqué          |     |
| 14         | DEF        | Javier Mascherano     |     |
| 18         | DEF        | Jordi Alba            | 78' |
| 4          | MIG        | Ivan Rakitić          |     |
| 5          | MIG        | Sergio Busquets       |     |
| 8          | MIG        | Andrés Iniesta        | 56' |
| 10         | DAV        | Lionel Messi          |     |
| 9          | DAV        | Luis Suárez           | 78' |
| 11         | DAV        | Neymar Jr.            |     |
| Entrenador | Entrenador | Luis Enrique          |     |

| 14 | MIG | Markel Susaeta  | 58' |
| 11 | DAV | Ibai Gómez      | 59' |
| 8  | MIG | Ander Iturraspe | 86' |

| 6  | MIG | Xavi Hernández  | 86' |
| 24 | DEF | Jérémy Mathieu  | 88' |
| 7  | DAV | Pedro Rodríguez | 89' |

| Gol | 80' | Iñaki Williams | 1-3 |

| Gol | 20' | Lionel Messi | 0-1 |
| Gol | 37' | Neymar       | 0-2 |
| Gol | 74' | Lionel Messi | 0-3 |

| Amonestat | 42' | Andoni Iraola    |
| Amonestat | 57' | Mikel Balenziaga |
| Amonestat | 66' | Iñaki Williams   |
| Amonestat | 87' | Aritz Aduriz     |

| Amonestat | 41' | Gerard Piqué    |
| Amonestat | 88' | Neymar          |
| Amonestat | 90' | Sergio Busquets |

| Àrbitre                                                 | Carlos Velasco Carballo   |
| Àrbitres assistents                                     | Roberto Alonso Fernández  |
| Àrbitres assistents                                     | Juan Carlos Yuste Jiménez |
| Quart àrbitre                                           | Carlos del Cerro Grande   |
| Fitxa de la final Arxivat 2018-07-10 a Wayback Machine. |                           |

| FCB                                  |
| Guanyador de la Copa del Rei 2014-15 |
| FC Barcelona                         |
| Vint-i-setè títol                    |